# Jindřichovice
Jindřichovice (deutsch Heinrichsgrün) ist eine ehemalige Bergstadt im westlichen Erzgebirge im Karlovarský kraj in Tschechien.

## Geographie

### Geographische Lage
Die Ortschaft liegt in Westböhmen zwischen 640 und 700 m auf einer Hochfläche des Nejdecka vrchovina (Neudecker Bergland), das den Südwestteil des Westerzgebirges bildet. Nachbarorte sind im Südwesten Oloví (Bleistadt), im Nordwesten Rotava (Rothau) und im Norden Šindelová (Schindlwald). Im Süden sind die Abraumhalden des Braunkohletagebaus im Falkenauer Becken bei Dolní Nivy (Unter Neugrün) etwa fünf Kilometer entfernt.

### Gemeindegliederung
Die Gemeinde Jindřichovice besteht aus den Ortsteilen Háj (Silbersgrün) und Jindřichovice (Heinrichsgrün). Grundsiedlungseinheiten sind Háj, Heřmanov (Hermannsgrün), Hradecká (Scheft), Jindřichovice, Loučná (Waitzengrün), Mezihorská (Kührberg), Poušť (Oed), Rác und Stará (Altengrün). Zu Jindřichovice gehört außerdem die Einschicht Smrčina (Kronesberg).
Das Gemeindegebiet gliedert sich in die Katastralbezirke Háj u Jindřichovic, Heřmanov v Krušných horách, Hradecká, Jindřichovice v Krušných horách, Loučná v Krušných horách, Mezihorská, Poušť und Stará.

### Nachbarorte
| Rotava (Rothau)   | Šindelová (Schindlwald)                     |                                          |
| Oloví (Bleistadt) | Kompassrose, die auf Nachbargemeinden zeigt | Nejdek (Neudek), Černava (Schwarzenbach) |

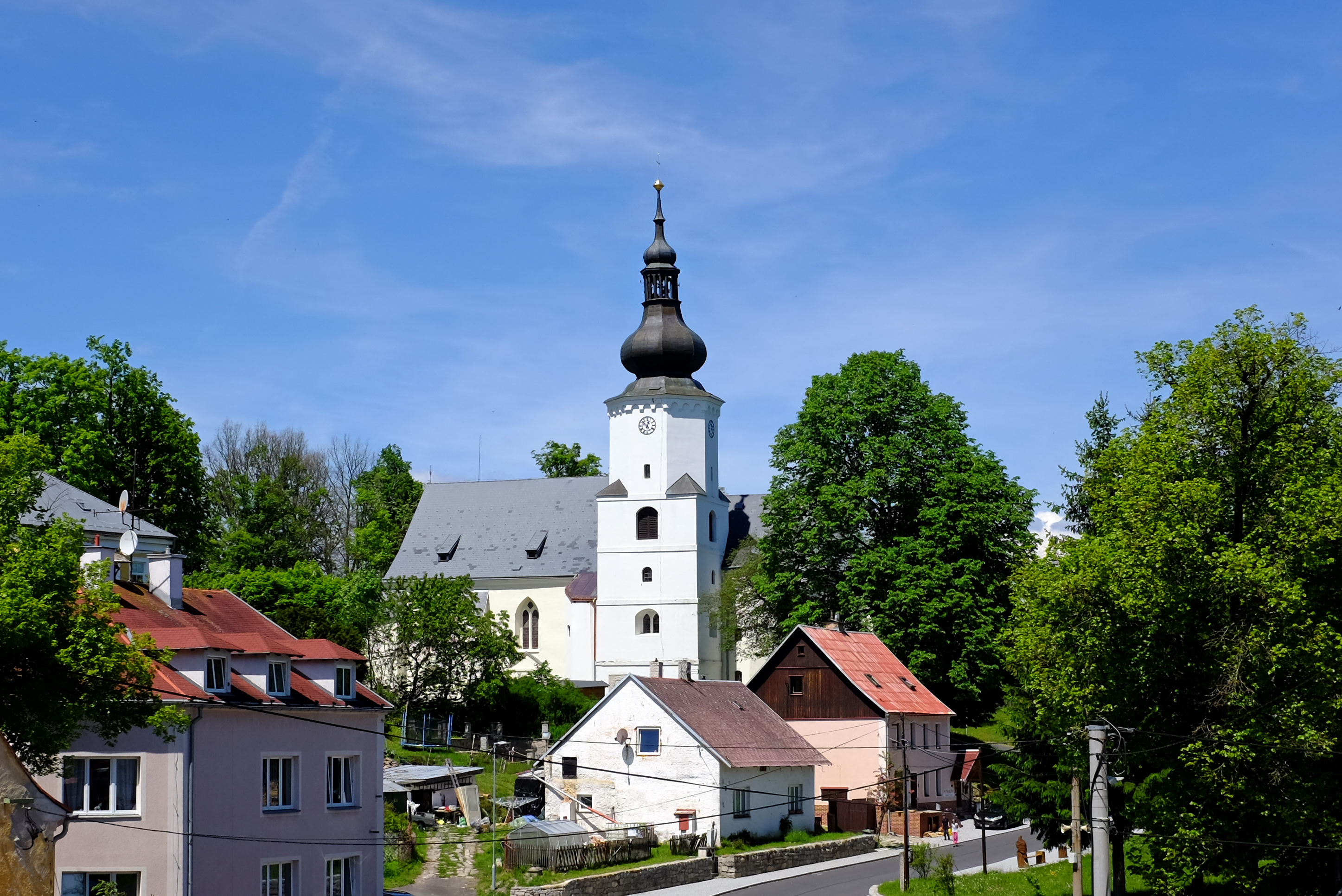
St. Martinskirche

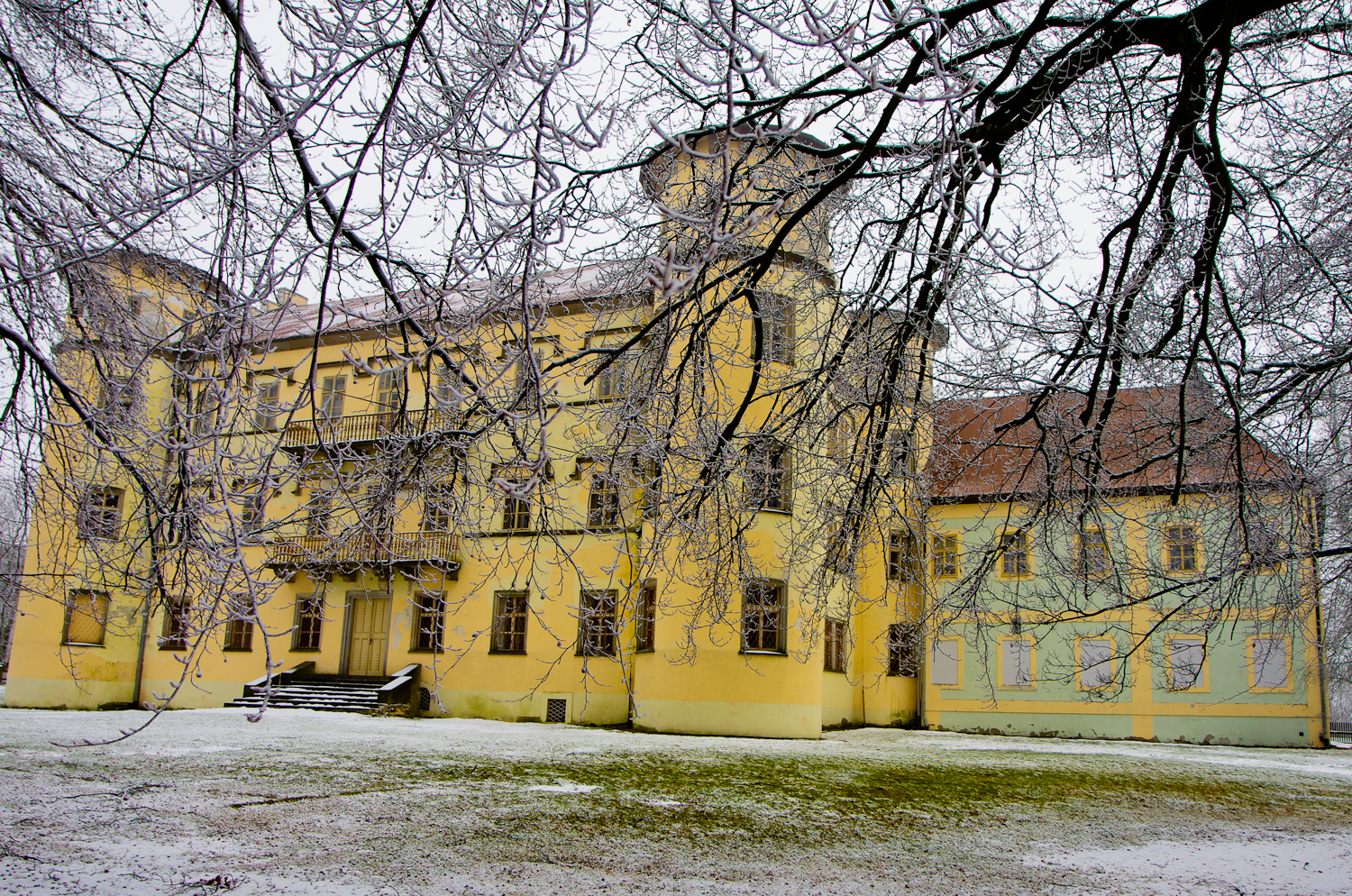
Schloss Heinrichsgrün

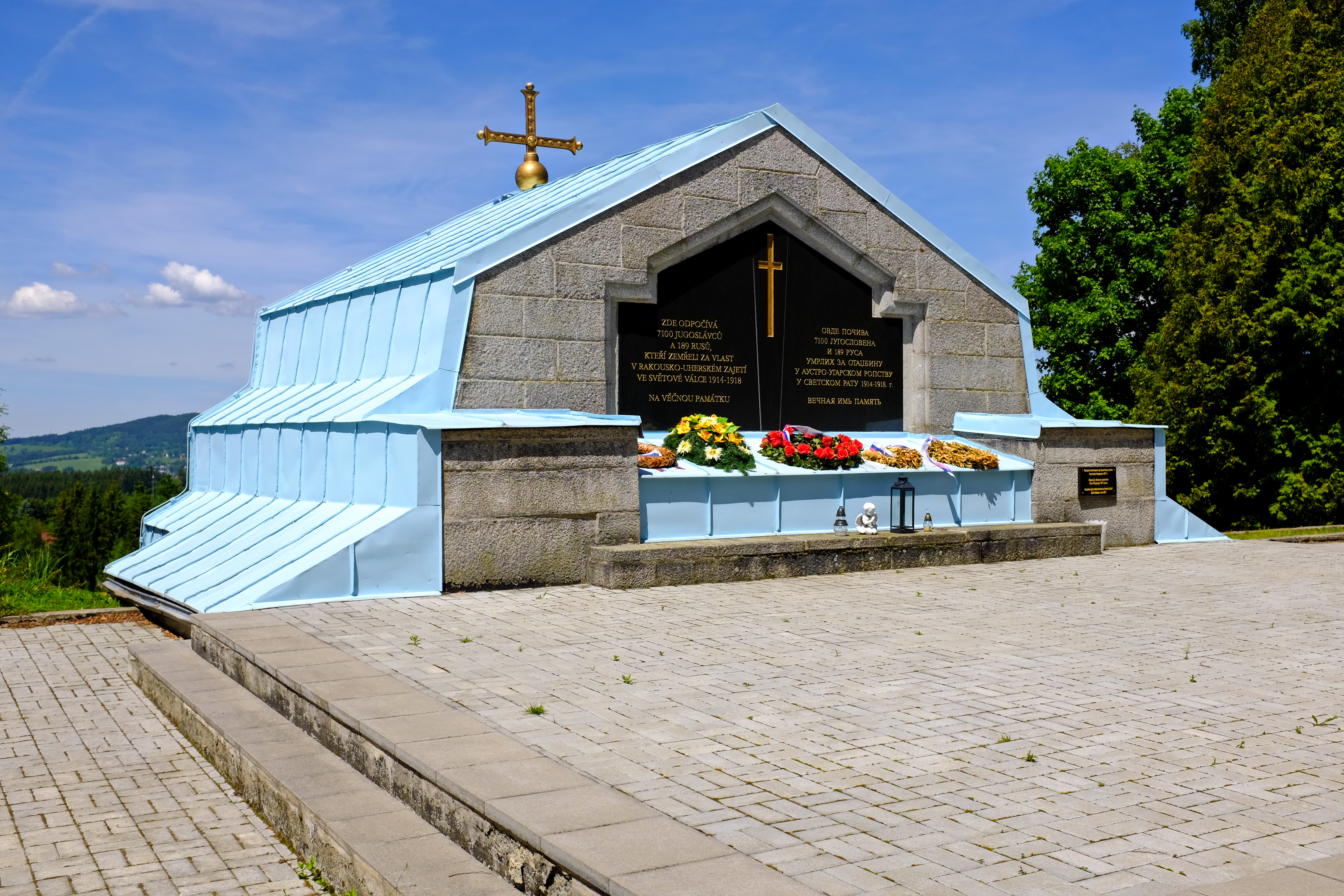
Mausoleum der Kriegsgefangenen

|                   | Dolní Nivy (Unterneugrün)                   | Tatrovice (Dotterwies)                   |

## Geschichte
Heinrichsgrün wurde 1273 in einem Schriftstück von Papst Gregor X. erstmals erwähnt. Der Ort gehörte damals zur Grundherrschaft des Klosters Tepl. 1340 kaufte Peter Plick von Plickenstein, der Besitzer von Burg und Stadt Neudek, den Ort. Von 1434 bis 1672 war Heinrichsgrün im Besitz der Grafen Schlick, unter denen der Ort – wie auch das benachbarte Sankt Joachimsthal – eine wirtschaftliche Blüte erlebte. Zinn, Eisenerz, Blei und Silber wurden abgebaut. 1518 wird Heinrichsgrün als „Bergstadt“ (Bergbaustadt) bezeichnet. 1523 wurde erstmals der Zinnbergbau bei Heinrichsgrün genannt und 1525 waren dort zwei Bergbauunternehmer ansässig. Im Jahre 1537 bestätigte Ferdinand I. als König von Böhmen dem Markt Heinrichsgrün das volle Elbogener Stadtrecht. Im selben Jahr ist eine Brauerei bezeugt. Zu dieser Zeit bestand Heinrichsgrün aus 55 Anwesen, die zweimal jährlich einen Gulden Erbzins an die Herrschaft abtreten mussten. 1546 erhielt Heinrichsgrün ein eigenes Wappen. 1592 wurde neben der alten Kirche eine Schulhaus errichtet. Von 1601 bis 1686 wurde für Heinrichsgrün ein eigenes Bergbuch geführt.
Im Zuge der Gegenreformation mussten die Schlick im Jahre 1627 den Besitz an Otto von Nostitz verkaufen, der sogleich einen katholischen Priester in Heinrichsgrün einsetzte. Jedoch hielten die Bewohner bis 1641 am lutherischen Bekenntnis fest. 1654 hatte Heinrichsgrün 75 bewohnte Häuser, während 15 leer standen. Ihre Eigentümer waren wohl aus Glaubensgründen abgewandert. Im Jahre 1794 entstand in Heinrichsgrün durch die Einziehung der Maria-Trost-Bruderschaft ein Armeninstitut. Die ursprüngliche Patrimonialgerichtsbarkeit wurde im Kaisertum Österreich nach den Revolutionsjahren 1848/49 aufgehoben. 1854 wurde Heinrichsgrün dem Gerichtsbezirk Graslitz zugeteilt und im Zuge der Trennung der politischen von der judikativen Verwaltung ab 1868 dem Bezirk Graslitz. Letzter Eigentümer des Ortes war bis 1945 Friedrich von Nostitz-Rieneck (1893–1973), verehelicht mit Sophie von Nostitz-Rieneck, geborene Fürstin von Hohenberg aus dem Hause Habsburg; sie lebten nach der Vertreibung in Salzburg-Aigen. Der auf Silber und Blei betriebene Bergbau war bereits vor Ende des 19. Jahrhunderts aufgelassen.
Während des Ersten Weltkrieges errichtete 1915 die k.u.k. Monarchie ein Gefangenenlager, hauptsächlich für serbische, russische und italienische Gefangene, in der Nähe von Heinrichsgrün. Etwa 28.000 Gefangene mussten in den Eisen- und Bergbaubetrieben, besonders in Rothau und Chodau, oder in einem Basaltsteinbruch in der Nähe des Lagers arbeiten. Gefangene arbeiteten auch bei der Errichtung des Chemiewerks in Falkenau (Sokolov) mit. Viele von ihnen starben vor Hunger, Erschöpfung und wegen der schlechten Hygiene auch an Epidemien. Sie wurden zunächst in der Nähe des Lagers, teils in Massengräbern, begraben. Nachdem die Region nach Kriegsende 1919 der neu geschaffenen Tschechoslowakei zugeschlagen worden war, ließ die damalige tschechoslowakische Regierung ein von den Gefangenen gebautes Wasserwerk in ein Mausoleum umbauen. Die meisten der Gebeine wurden exhumiert und dort beigesetzt. Heute befindet sich dort eine Gedenkstätte. Nach dem Münchner Abkommen kam der Ort an das Deutsche Reich und gehörte bis 1945 zum Landkreis Graslitz, Regierungsbezirk Eger, im Reichsgau Sudetenland. Nach Ende des Zweiten Weltkriegs übernahm die Tschechoslowakei die im Münchner Abkommen an das Deutsche Reich übertragene Region. In der Folgezeit wurde die deutschsprachige Bevölkerung größtenteils enteignet und vertrieben.

### Jagdschlösschen Favorit (Jindřichovice)

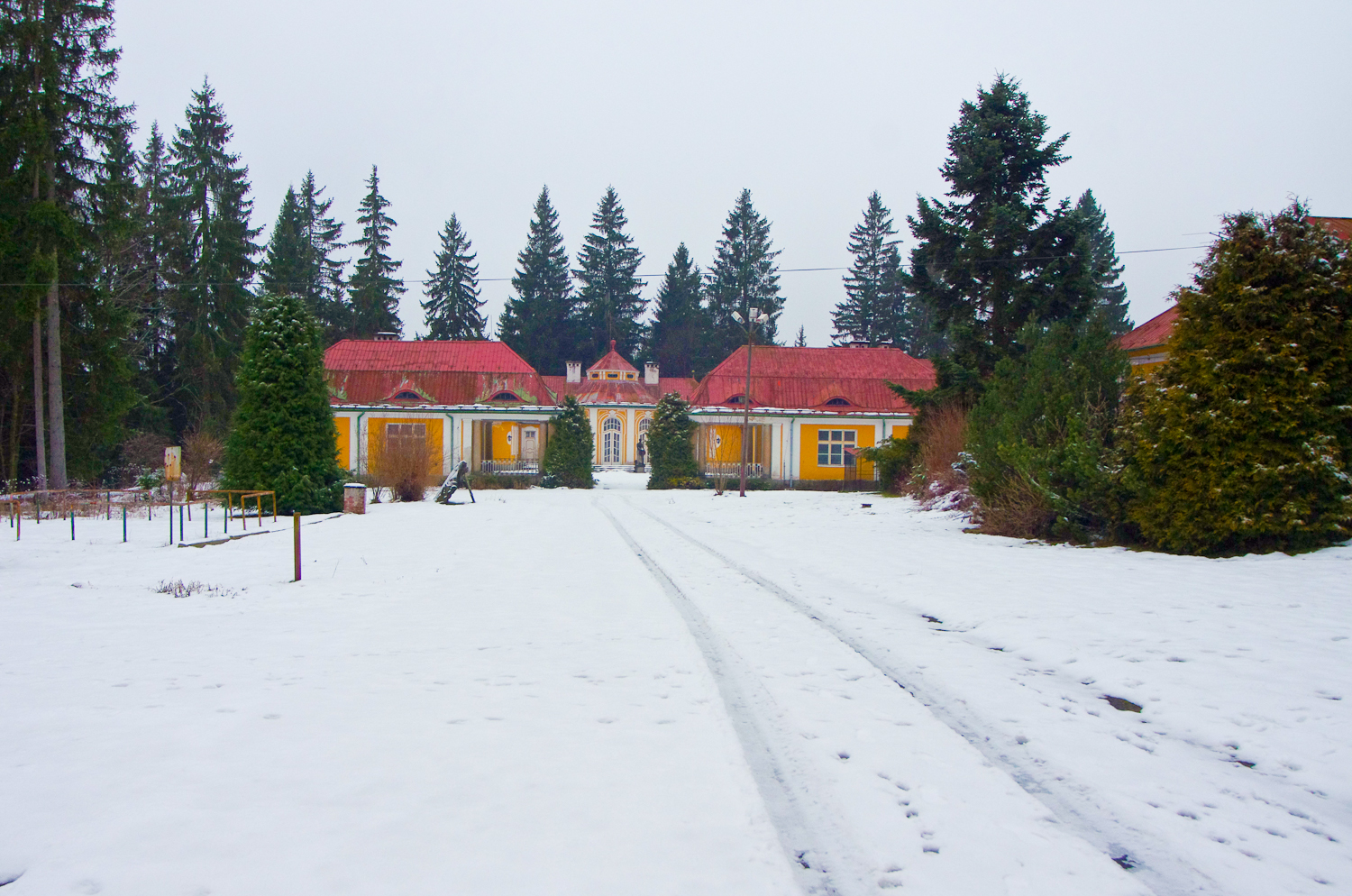
Jagdschlösschen Favorit

1888–89 wurde im Wildpark des Schlosses von Jindřichovice (Heinrichsgrün) anstelle eines älteren Jagdschlösschens ein Neubau im Stile des Neobarock errichtet. Dieses Schlösschen existiert noch heute. Im Vorgängerbau soll Kaiserin Sissi einmal zu Gast gewesen sein.

### Einwohnerentwicklung
Bis 1945 war Heinrichsgrün überwiegend von Deutschböhmen besiedelt, die vertrieben wurden.
| Jahr | Einwohner | Anmerkungen          |
| ---- | --------- | -------------------- |
| 1785 | 0 k. A.   | 181 Häuser           |
| 1830 | 1.669     | in 262 Häusern       |
| 1847 | 1.977     | in 267 Häusern       |
| 1869 | 1.811     |                      |
| 1880 | 1.809     |                      |
| 1890 | 1.745     |                      |
| 1900 | 1.796     | deutsche Einwohner   |
| 1910 | 1.911     |                      |
| 1921 | 1.726     | davon 1.673 Deutsche |
| 1930 | 1.804     | [ 14 ]               |
| 1939 | 1.668     | [ 14 ]               |

| Jahr      | 1950 | 1961 1 | 1970 1 | 1980 1 | 1991 1 | 2001 1 | 2011 1 |
| Einwohner | 617  | 779    | 551    | 394    | 318    | 386    | 472    |

Die in den beiden Tabellen angegebenen Einwohnerzahlen beziehen sich auf den jeweiligen Gebietsstand.

## Kultur und Sehenswürdigkeiten
- Schloss, 1672 von Johann Hartwig von Nostitz als Ersatz für die alte Schlick-Festung erbaut. Es wurde in der zweiten Hälfte des 19. Jahrhunderts neogotisch umgebaut und ist Sitz des Bezirksarchivs Sokolov (Státní Okresní Archiv Sokolov)
- Neobarockes Jagdschlösschen Favorit im ehemaligen Wildpark des Schlossparks
- Mausoleum für ehemalige Kriegsgefangene des Ersten Weltkrieges. Dort ruhen die sterblichen Überreste von 189 Russen und annähernd 7100 Serben.
- St. Martinskirche, ein Bau aus dem Jahre 1803 mit achteckigen Turm.

## Persönlichkeiten

### Söhne und Töchter der Gemeinde
- Wolfgang Schindler (um 1470–1538), Theologe und Hochschullehrer
- Balthasar Rösler (1605–1673), Bergmann und Markscheider
- Hugo Göttl (1821–1896), deutschböhmischer Apotheker und Naturforscher

### Personen mit Bezug zu Heinrichsgrün
- Niklas von Globen († 1639), böhmischer Adeliger, Gutshauptmann von Heinrichsgrün
- Johann Hartwig von Nostitz-Rieneck (1610–1683), Oberstkanzler, Besitzer der Herrschaft
- Christoph Michael Hutschenreuther (um 1628–1707), Hammermeister, Gutsbesitzer
- Erwein von Nostitz-Rieneck (1863–1931), Industrieller und Politiker, Besitzer der Herrschaft